# Finlands Arkitektförbund
Finlands Arkitektförbund (finska: Suomen Arkkitehtiliitto), förkortat SAFA, är en förening för högskoleutbildade arkitekter i Finland.
Finlands arkitektförbund grundades 1918 som fortsättning på Arkitektklubben, som i sin tur hade grundats 1892 av Tekniska Föreningen i Finland. Förbundet arbetar delvis som fackorganisation och är sedan 1974 medlem i akademikercentralförbundet Akava, och idkar därtill fortbildning, publikations- och utställningsverksamhet samt en välorganiserad arkitekttävlingsverksamhet. Förbundet utger tidskrifterna Arkitektnytt och Finsk Arkitekturtidskrift och ordnar även olika former av sällskaplig samvaro, exkursioner och diskussioner. Till förbundet hör omkring 2 970 arkitekter och omkring 730 studerande (2009). En underavdelning är Arkitekta, en organisation för kvinnliga arkitekter.
Finlands arkitektförbund tog 1942 initiativet till byggnadsstandardiseringen i Finland och grundade ett eget standardiseringsinstitut, som senare utvecklades till Finlands standardiseringsförbund. Arkitektförbundet är internationellt synnerligen aktivt och är representerat i ett flertal internationella organ inom arkitektur, bland annat Architects' Council of Europe och Union Internationale des Architectes. Förbundet var under 2000-talets början initiativtagare till ARMI, ett byggnadsprojekt för arkitektur, byggnadsteknik och formgivning, planerat att resas på Skatudden i Helsingfors, men som nedlades efter några år.